# Роджерс Мато
Роджерс Мато (англ. Rogers Mato, нар. 10 жовтня 2003, Аруа) — угандійський футболіст, нападник північномакедонського клубу «Вардар» та національної збірної Уганди.

## Клубна кар'єра
Народився 10 жовтня 2003 року в місті Аруа.
У дорослому футболі дебютував 2019 року виступами за команду «Пролайн», у якій провів два сезони. 
Своєю грою за цю команду привернув увагу представників тренерського штабу клубу «Кампала Сіті Каунсіл», до складу якого приєднався 2021 року. Відіграв за команду з Кампали наступні два сезони своєї ігрової кар'єри.
У 2022 році уклав контракт з клубом «Шанлиурфаспор», у складі якого провів наступні два роки своєї кар'єри гравця. 
З 2024 року один сезон захищав кольори клубу «Академія Пандєва». Більшість часу, проведеного у складі «Академії Пандєва», був основним гравцем атакувальної ланки команди.
До складу клубу «Вардар» приєднався 2025 року.

## Виступи за збірну
У 2022 році дебютував в офіційних матчах у складі національної збірної Уганди.
| Дата       | Місто          | Господарі         | Результат               | Гості       | Турнір                                  | Голи | Примітки |
| ---------- | -------------- | ----------------- | ----------------------- | ----------- | --------------------------------------- | ---- | -------- |
| 12-1-2022  | Анталія        | Ісландія          | 1 – 1                   | Уганда      | товариський матч                        | -    | 80'      |
| 18-1-2022  | Анталія        | Молдова           | 2 – 3                   | Уганда      | товариський матч                        | -    | 60' 79'  |
| 21-1-2022  | Багдад         | Ірак              | 1 – 0                   | Уганда      | товариський матч                        | -    | 64'      |
| 27-1-2022  | Ріффа          | Бахрейн           | 3 – 1                   | Уганда      | товариський матч                        | -    | 76'      |
| 25-3-2022  | Наманган       | Уганда            | 1 – 1 д.ч. (5 - 4 п.п.) | Таджикистан | товариський матч                        | -    | 71'      |
| 29-3-2022  | Наманган       | Узбекистан        | 4 – 2                   | Уганда      | товариський матч                        | -    | 88'      |
| 28-8-2022  | Дар-ес-Салам   | Танзанія          | 0 – 1                   | Уганда      | Qual. CHAN 2022                         | -    |          |
| 3-9-2022   | Кампала        | Уганда            | 3 – 0                   | Танзанія    | Qual. CHAN 2022                         | 1    |          |
| 21-9-2022  | Бенгазі        | Лівія             | 0 – 0                   | Уганда      | товариський матч                        | -    | 15'      |
| 14-1-2023  | Аннаба         | ДР Конго          | 0 – 0                   | Уганда      | CHAN 2022 – 1 turno                     | -    | 56'      |
| 18-1-2023  | Аннаба         | Сенегал           | 0 – 1                   | Уганда      | CHAN 2022 – 1 turno                     | -    | 77'      |
| 22-1-2023  | Алжир (місто)  | Уганда            | 1 – 3                   | Кот-д'Івуар | CHAN 2022 – 1 turno                     | -    |          |
| 24-3-2023  | Ісмаїлія       | Уганда            | 0 – 1                   | Танзанія    | Відбір до Кубка африканських націй 2023 | -    | 71'      |
| 28-3-2023  | Дар-ес-Салам   | Танзанія          | 0 – 1                   | Уганда      | Відбір до Кубка африканських націй 2023 | 1    | 63'      |
| 14-6-2023  | Дуала          | ДР Конго          | 1 – 0                   | Уганда      | товариський матч                        | -    | 66'      |
| 18-6-2023  | Дуала          | Уганда            | 1 – 2                   | Алжир       | Відбір до Кубка африканських націй 2023 | -    |          |
| 7-9-2023   | Марракеш       | Нігер             | 0 – 2                   | Уганда      | Відбір до Кубка африканських націй 2023 | -    | 59'      |
| 13-10-2023 | Бамако         | Малі              | 1 – 0                   | Уганда      | товариський матч                        | -    | 57'      |
| 17-10-2023 | Шарджа (місто) | Замбія            | 3 – 0                   | Уганда      | товариський матч                        | -    | 66'      |
| 17-11-2023 | Беркан         | Гвінея            | 2 – 1                   | Уганда      | Відбір до ЧС 2026                       | -    | 46'      |
| 21-11-2023 | Беркан         | Сомалі            | 0 – 1                   | Уганда      | Відбір до ЧС 2026                       | 1    |          |
| 22-3-2024  | Марракеш       | Коморські Острови | 4 – 0                   | Уганда      | товариський матч                        | -    | 67'      |
| 26-3-2024  | Марракеш       | Уганда            | 2 – 2                   | Гана        | товариський матч                        | -    | 69'      |
| 7-6-2024   | Кампала        | Уганда            | 1 – 0                   | Ботсвана    | Відбір до ЧС 2026                       | -    | 46' 91'  |
| 10-6-2024  | Кампала        | Уганда            | 1 – 2                   | Алжир       | Відбір до ЧС 2026                       | -    | 23'      |
| Усього     |                | Матчів            | 25                      |             | Голів                                   | 3    |          |

## Титули і досягнення
- Володар Кубка Північної Македонії (1):

«Вардар»: 2024-25